# Monhystera paraambiguoides
Monhystera paraambiguoides är en rundmaskart som beskrevs av Allgen 1932. Monhystera paraambiguoides ingår i släktet Monhystera och familjen Monhysteridae. Inga underarter finns listade i Catalogue of Life.